# Amsterdamsche Football Club Ajax 2019-2020
Questa voce raccoglie le informazioni riguardanti l'Amsterdamsche Football Club Ajax nelle competizioni ufficiali della stagione 2019-2020.

## Stagione

### Eredivisie
La stagione di Eredivisie si apre con un pari esterno contro il Vitesse (2-2). La squadra ottiene 13 vittorie e 2 pareggi nelle prime 15 giornate, assumendo il comando della classifica e segnalandosi per le goleade contro Feyenoord (4-0), Emmen e Fortuna Sittard (entrambi battuti per 5-0). Alla sedicesima giornata, il 6 dicembre 2019, arriva il primo rovescio in campionato, uno 0-2 contro il Willem II: è la prima sconfitta interna dell'Ajax in Eredivisie dopo oltre due anni (5 novembre 2017, Ajax-Utrecht 1-2) e pone fine a una serie di 36 partite casalinghe in Eredivisie senza sconfitte, di cui le ultime 15 vinte consecutivamente. Il 15 dicembre, sconfitto per 1-0 sul campo dell'AZ Alkmaar, l'Ajax viene agganciato in testa alla classifica proprio dalla squadra di Alkmaar.
Il 18 dicembre 2019, battendo per 4-3 in trasferta il Telstar ai sedicesimi di finale di Coppa dei Paesi Bassi, l'Ajax raggiunge quota 157 reti segnate nel 2019 e diviene la squadra olandese più prolifica in un anno solare, superando di 2 reti il precedente record stabilito nel 1993 sempre dall'Ajax (154 gol). La successiva vittoria per 6-1 nella gara di campionato del 22 dicembre contro l'ADO Den Haag consente al club di chiudere l'anno solare a quota 163 reti.
Dopo la temporanea sospensione del campionato ordinata il 12 marzo 2020, stante la decisione del governo olandese di vietare gli eventi sportivi fino al 31 marzo a causa della pandemia di COVID-19, e l'estensione della suddetta sospensione, il 21 aprile il governo olandese ha annunciato che gli eventi sportivi non si sarebbero tenuti almeno fino al 1º settembre. Per effetto di questa decisione, il 24 aprile la Federazione calcistica dei Paesi Bassi (KNVB) ha deliberato la sospensione definitiva del campionato di Eredivisie, non assegnando il titolo di campione dei Paesi Bassi. Contestualmente all'Ajax è stata assegnata la qualificazione diretta alla UEFA Champions League 2020-2021 sulla base della classifica maturata all'8 marzo 2020.

### UEFA Champions League
Non è semplice l'approdo in UEFA Champions League dell'Ajax, costretto a superare, per accedere alla fase a gironi della competizione, ben due turni preliminari. La squadra di Amsterdam pareggia entrambe le gare di andata in trasferta contro i greci del PAOK e i ciprioti dell'APOEL, per poi riuscire a vincere entrambe le gare di ritorno, rispettivamente per 3-2 e 2-0.
Il girone dell'Ajax, semifinalista della precedente stagione di Champions, è composto da Chelsea, Valencia e Lilla. I lancieri sono a punteggio pieno dopo due giornate, in virtù delle vittorie contro Lilla e Valencia (entrambe per 3-0), poi subiscono la prima sconfitta in casa della stagione, contro il Chelsea. Al ritorno a Londra, gli olandesi, in vantaggio di 3 reti, si fanno recuperare sul 4-4 finale, complici le espulsioni di Veltman e Blind, avvenute nello stesso minuto. Chiusa la pratica Lilla con un 2-0 esterno, il club olandese si presenta all'ultima giornata al primo posto in solitaria nella graduatoria del girone. A causa della sconfitta in casa per 1-0 contro gli spagnoli e della contemporanea vittoria del Chelsea contro i francesi per 2-1, l'Ajax è condannato ad un'amara eliminazione, concludendo con 10 punti e accedendo comunque, grazie al terzo posto, ai sedicesimi di finale di Europa League.

### Europa League
L'Ajax viene eliminato dalla competizione già ai sedicesimi di finale dal Getafe, vittorioso per 2-0 all'andata in casa e sconfitto per 2-1 al ritorno ad Amsterdam.

## Rosa
Rosa e numerazione aggiornate al 9 agosto 2019.
| N. |                        | Ruolo | Calciatore             |
| -- | ---------------------- | ----- | ---------------------- |
| 1  | Portogallo (bandiera)  | P     | Bruno Varela           |
| 2  | Paesi Bassi (bandiera) | D     | Perr Schuurs           |
| 3  | Paesi Bassi (bandiera) | D     | Joël Veltman           |
| 4  | Messico (bandiera)     | D     | Edson Álvarez          |
| 5  | Paesi Bassi (bandiera) | D     | Kik Pierie             |
| 6  | Paesi Bassi (bandiera) | C     | Donny van de Beek      |
| 7  | Brasile (bandiera)     | A     | David Neres            |
| 8  | Paesi Bassi (bandiera) | C     | Carel Eiting           |
| 9  | Paesi Bassi (bandiera) | A     | Klaas-Jan Huntelaar    |
| 10 | Serbia (bandiera)      | A     | Dušan Tadić (capitano) |
| 11 | Paesi Bassi (bandiera) | A     | Quincy Promes          |
| 12 | Marocco (bandiera)     | D     | Noussair Mazraoui      |
| 15 | Paesi Bassi (bandiera) | C     | Siem de Jong           |
| 17 | Paesi Bassi (bandiera) | D     | Daley Blind            |

| N. |                         | Ruolo | Calciatore         |
| -- | ----------------------- | ----- | ------------------ |
| 18 | Romania (bandiera)      | C     | Răzvan Marin       |
| 19 | Marocco (bandiera)      | C     | Zakaria Labyad     |
| 21 | Argentina (bandiera)    | D     | Lisandro Martínez  |
| 22 | Marocco (bandiera)      | A     | Hakim Ziyech       |
| 23 | Burkina Faso (bandiera) | A     | Lassina Traoré     |
| 24 | Camerun (bandiera)      | P     | André Onana        |
| 26 | Paesi Bassi (bandiera)  | C     | Jurgen Ekkelenkamp |
| 27 | Paesi Bassi (bandiera)  | C     | Noa Lang           |
| 28 | Stati Uniti (bandiera)  | D     | Sergiño Dest       |
| 31 | Argentina (bandiera)    | D     | Nicolás Tagliafico |
| 32 | Burkina Faso (bandiera) | A     | Hassane Bandé      |
| 33 | Croazia (bandiera)      | P     | Dominik Kotarski   |
| 35 | Paesi Bassi (bandiera)  | P     | Kjell Scherpen     |
|    | Paesi Bassi (bandiera)  | P     | Benjamin van Leer  |

## Statistiche
Aggiornate al 10 dicembre 2019.
| Competizione     | Punti | Totale | Totale | Totale | Totale | Totale | Totale |     |
| Competizione     | Punti | G      | V      | N      | P      | Gf     | Gs     | DR  |
| ---------------- | ----- | ------ | ------ | ------ | ------ | ------ | ------ | --- |
| Eredivisie       | 41    | 16     | 13     | 2      | 1      | 52     | 14     |     |
| KNVB beker       | -     |        | -      | -      | -      | -      | -      | -   |
| Champions League | 10    | 6      | 3      | 1      | 2      | 12     | 6      |     |
| Totale           |       | 22     | 16     | 3      | 3      | 64     | 20     | +44 |